# Diócesis de Malaca-Johor
La diócesis de Malaca-Johor (en latín: Dioecesis Melakana-Giohorana, en malayo: Keuskupan Melaka-Johor y en inglés: Roman Catholic Diocese of Melaka–Johor) es una circunscripción eclesiástica latina de la Iglesia católica en Malasia, sufragánea de la arquidiócesis de Kuala Lumpur. La diócesis tiene al obispo Anthony Bernard Paul como su ordinario desde el 19 de noviembre de 2015. 

## Territorio y organización
La diócesis tiene 20 874 km² y extiende su jurisdicción sobre los fieles católicos de rito latino residentes en los estados de Malaca y Johor.
La sede de la diócesis se encuentra en la ciudad de Plentong, y la Catedral del Sagrado Corazón de Jesús se halla en la ciudad de Johor Bahru. En la ciudad de Malaca se encuentra la excatedral de San Pedro.
En 2019 en la diócesis existían 21 parroquias.

## Historia

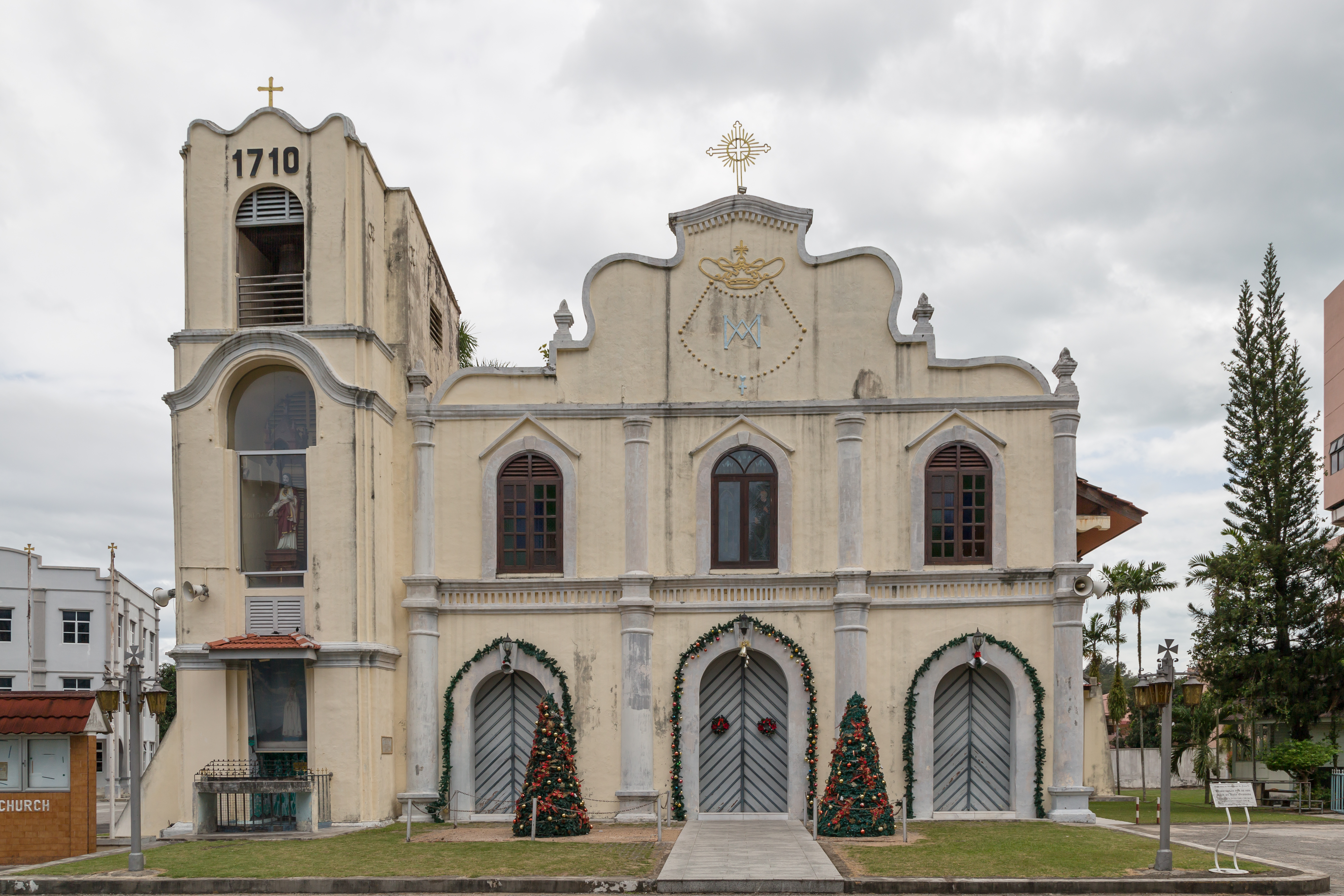
La iglesia de San Pedro en Malaca, construida por los portugueses en 1710

La diócesis de Malaca-Johor fue erigida el 18 de diciembre de 1972 mediante la bula Spe certa ducti del papa Pablo VI, que sancionó la división de la arquidiócesis de Malaca-Singapur, de la que también dio origen a la arquidiócesis de Singapur.
En 1981 finalizó la jurisdicción de los obispos de la diócesis de Macao sobre la iglesia y parroquia de San Pedro de Malaca, que había sido establecida por el concordato entre la Santa Sede y Portugal en 1886.
El 27 de mayo de 1985 la diócesis tomó su nombre actual.

## Estadísticas
De acuerdo al Anuario Pontificio 2020 la diócesis tenía a fines de 2019 un total de 42 134 fieles bautizados.
| Año                                                                             | Población            | Población | Población      | Sacerdotes | Sacerdotes    | Sacerdotes    | Bautizados por sacerdote | Diáconos permanentes | Religiosos | Religiosos | Parroquias |
| Año                                                                             | Bautizados católicos | Total     | % de católicos | Total      | Clero secular | Clero regular | Bautizados por sacerdote | Diáconos permanentes | Varones    | Mujeres    | Parroquias |
| ------------------------------------------------------------------------------- | -------------------- | --------- | -------------- | ---------- | ------------- | ------------- | ------------------------ | -------------------- | ---------- | ---------- | ---------- |
| 1980                                                                            | 30 197               | 2 017 891 | 1.5            | 31         | 30            | 1             | 974                      |                      | 9          | 53         | 13         |
| 1990                                                                            | 35 000               | 2 036 000 | 1.7            | 33         | 29            | 4             | 1060                     | 1                    | 9          | 53         | 17         |
| 1999                                                                            | 33 058               | 3 061 305 | 1.1            | 34         | 29            | 5             | 972                      |                      | 12         | 36         | 20         |
| 2000                                                                            | 35 485               | 3 063 732 | 1.2            | 41         | 31            | 10            | 865                      |                      | 16         | 39         | 21         |
| 2001                                                                            | 36 271               | 3 198 071 | 1.1            | 38         | 33            | 5             | 954                      |                      | 14         | 57         | 21         |
| 2002                                                                            | 36 641               | 3 236 641 | 1.1            | 39         | 30            | 9             | 939                      |                      | 16         | 42         | 21         |
| 2003                                                                            | 37 500               | 3 375 000 | 1.1            | 40         | 30            | 10            | 937                      |                      | 19         | 52         | 21         |
| 2004                                                                            | 38 504               | 3 242 500 | 1.2            | 36         | 27            | 9             | 1069                     |                      | 16         | 42         | 21         |
| 2013                                                                            | 38 970               | 3 643 000 | 1.1            | 37         | 31            | 6             | 1053                     | 9                    | 11         | 44         | 47         |
| 2016                                                                            | 40 208               | 5 724 000 | 0.7            | 39         | 29            | 10            | 1030                     | 10                   | 16         | 37         | 55         |
| 2019                                                                            | 42 134               | 5 978 000 | 0.7            | 48         | 35            | 13            | 877                      | 10                   | 18         | 36         | 21         |
| Fuente: Catholic-Hierarchy, que a su vez toma los datos del Anuario Pontificio. |                      |           |                |            |               |               |                          |                      |            |            |            |

## Episcopologio
- James Chan Soon Cheong (18 de diciembre de 1972-10 de diciembre de 2001 retirado)
- Paul Tan Chee Ing, S.I. (13 de febrero de 2003-19 de noviembre de 2015 retirado)
- Anthony Bernard Paul, desde el 19 de noviembre de 2015